# LXXXIII Korpus Armijny (III Rzesza)
LXXXIII Korpus Armijny – jeden z niemieckich korpusów piechoty, uczestniczył w agresji na Francję a następnie w jej okupacji. 
Sformowany 8 marca 1940 roku w Królewcu w I Okręgu Wojskowym jako XXXXV Dowództwo Korpusu. W tym samym roku brał udział w ataku na Francję. Następnie uczestniczył w okupacji Francji stacjonując na granicy demarkacyjnej z tworem politycznym, tzw. Francją Vichy. Pod nazwą LXXXIII Korpus Armijny występował od 27 maja 1942 roku. W dniu 26 sierpnia 1943 roku przemianowany został na Zgrupowanie Armijne Felber.